# Transmedicalismo
Transmedicalismo (frequentemente abreviado para transmed) ou transfundamentalismo é amplamente definido como a crença de que ser transgênero depende de vivenciar disforia de gênero ou de ser submetido a tratamento médico para transição de gênero. Os transmedicalistas, ou transfundamentalistas, às vezes chamados de "truscum", acreditam que indivíduos que se identificam como transgêneros, mas que não experienciam disforia de gênero ou passam por uma transição médica - por métodos como cirurgia de redesignação sexual ou terapia de reposição hormonal - não são genuinamente transgêneros, que por alguns são chamados, em forma pejorativa, de transtrenders (trans modinha, em tradução livre).
Há transmedicalistas que se opõem ao uso de transgeneridade e usam apenas transexualidade como um termo válido para se referir a pessoas trans como transexuais, esses são classificados como separatistas. Muitos negam a existência da não-binariedade, tratando-a como não-conformidade de gênero, ao invés de identidade de gênero. Alguns críticos veem o transmedicalismo como semelhante ao modelo médico da deficiência, pois medicaliza um atributo que contém componentes médicos e sociais.
Influenciadores digitais, como Blaire White, ajudaram a difundir o transmedicalismo, muitas vezes fazendo vídeos de reação.